# Метод квантования Бекки — Руэ — Стора — Тютина
Метод квантования Бекки — Руэ́ — Стора́ — Тютина (BRST-квантование) — метод теоретической физики, использующий строгий подход к квантованию теории поля при наличии калибровочной симметрии. Назван по именам Карло Бекки (англ. Carlo Becchi), Алена Руэ (Alain Rouet), Реймона Стора (фр. Raymond Stora) и Игоря Тютина.
Правила квантования в ранних методах квантовой теории поля в большей степени были набором практических эвристик («рецептов»), нежели строгой системой. Особенно это касается случая неабелевых калибровочных теорий, где использование «духов Фаддеева — Попова» с причудливыми свойствами просто необходимо по некоторым техническим причинам, связанным с ренормализацией и некорректным сокращением.
BRST-суперсимметрия была изобретена в середине 1970-х и довольно быстро воспринята сообществом как способ строгого обоснования для введения духов Фаддеева — Попова и их исключения из физических асимптотик при вычислениях. Несколько лет спустя в работе другого автора[уточнить] была показано, что BRST-оператор свидетельствует о существовании формальной альтернативы интеграла по путям при квантовании калибровочной теории.
Только в конце 1980-х готов, когда квантовая теория поля была сформулирована в терминах расслоений для возможности решения топологических проблем многообразий низкой размерности (теория Дональдсона), стало очевидно, что по своему характеру BRST-преобразование является фундаментально геометрическим. В таком свете «BRST-квантование» становится не просто способом добиться аномально сокращающихся гостов[уточнить]. Это другой взгляд на то, что собой представляют поля-духи, почему справедлив метод Фаддеева — Попова и как он связан с использованием гамильтоновой механики при конструировании модели возмущений. Соотношение между калибровочной инвариантностью и «BRST-инвариантностью» ограничивает выбор гамильтоновых систем, чьи состояния состоят из «частиц» в соответствии с правилами канонического квантования. Эта неявная согласованность подходит довольно близко к объяснению, откуда в физике появляются кванты и фермионы.
В определенных случаях, в частности в теориях гравитации и супергравитации, BRST-квантование должно быть заменено более общим формализмом Баталина — Вилковыского.

### Упоминания в учебниках
- Chapter 16 of Peskin & Schroeder (ISBN 0-201-50397-2 or ISBN 0-201-50934-2) applies the «BRST symmetry» to reason about anomaly cancellation in the Faddeev-Popov Lagrangian. This is a good start for QFT non-experts, although the connections to geometry are omitted and the treatment of asymptotic Fock space is only a sketch.
- Chapter 12 of M. Göckeler and T. Schücker (ISBN 0-521-37821-4 or ISBN 0-521-32960-4) discusses the relationship between the BRST formalism and the geometry of gauge bundles. It is substantially similar to Schücker’s 1987 paper.

### Основная литература
Исходные статьи, посвященные BRST:
- Brandt, Friedemann; Barnich, Glenn; Henneaux, Marc (2000), Local BRST cohomology in gauge theories, Physics Reports. A Review Section of Physics Letters, 338 (5): 439–569, doi:10.1016/S0370-1573(00)00049-1, ISSN 0370-1573, MR: 1792979
- Becchi C., Rouet A. and  Stora R. The abelian Higgs Kibble model, unitarity of the S-operator // Phys. Lett. B. — 1974. — Vol. 52. — P. 344. — doi:10.1016/0370-2693(74)90058-6.
- C. Becchi, A. Rouet and R. Stora, Commun. Math. Phys. 42 (1975) 127.
- C. Becchi, A. Rouet and R. Stora, «Renormalization of gauge theories», Ann. Phys. 98, 2 (1976) pp. 287–321.
- I.V. Tyutin, «Gauge Invariance in Field Theory and Statistical Physics in Operator Formalism», Lebedev Physics Institute preprint 39 (1975), arXiv:0812.0580.
- Частоцитируемая статья Kugo-Ojima: T. Kugo and I. Ojima, «Local Covariant Operator Formalism of Non-Abelian Gauge Theories and Quark Confinement Problem», Suppl. Progr. Theor. Phys. 66 (1979) p. 14
- Более приемлемая версия статьи Kugo-Ojima доступна в сети в виде серии статей, первая: T. Kugo, I. Ojima, «Manifestly Covariant Canonical Formulation of the Yang-Mills Field Theories. I», Progr. Theor. Phys. 60, 6 (1978) pp. 1869–1889. Вероятно, лучшая работа, излагающая BRST-квантование с квантовомеханической (а не геометрической) точи зрения.
- Подробности о взаимоотношении между топологическими инвариантами и BRST-оператором можно найти в : E. Witten, «Topological quantum field theory», Commun. Math. Phys. 117, 3 (1988), pp. 353–386

### Другие применения
- BRST-системы рассматриваются с точки зрения теории операторов: S. S. Horuzhy and A. V. Voronin, «Remarks on Mathematical Structure of BRST Theories», Comm. Math. Phys. 123, 4 (1989) pp. 677–685
- Взгляд с точки зрения теории меры: Carlo Becchi’s 1996 lecture notes.